# Veronica Dunne
Veronica Louise Dunne (Malibu, Kalifornia, 1995. március 2. –) amerikai színésznő.
Leginkább Marisa Clark szerepében ismert a Disney Channel K.C., a tinikém című sorozatából.

## Karrierje
Veronica Dunne 1995. március 2-án született Malibuban. Édesapja Murphy Dunne, aki szerepelt már a "The Blues Brothers" című filmben. Négyévesen kezdett színészkedni. Első komoly szerepét a Cinderella című darabban kapta, a címszereplőt alakította a Lythgoe Family Production keretein belül. Olyan musicalek színházi változataiban játszott, mint például a Vadregény (Into the Woods), a Chicago és a Kabaré (Cabaret). New Yorkban felajánlották neki Sophie szerepét a Broadway Mamma Mia című musicaljében, el is ment a meghallgatásra, de végül Marisa szerepét vállalta el a Disney Channel "K.C., a tinikém" (K.C. Undercover) című sorozatában. Jennifer Lawrence-t, Jessica Chastain-t és Lucille Ball-t tekinti példaképének, akikre sokoldalúságukért és a munkájuk iránti odaadásukért néz fel. Veronica szabadidejében szeret énekelni, táncolni, balettezni, strandra járni és filmeket nézni.

## Szerepei
| Év              | Magyar cím (Eredeti cím)                                 | Szerep       | Megjegyzés               |
| --------------- | -------------------------------------------------------- | ------------ | ------------------------ |
|                 | - (The Ninth Passenger)                                  | Christy      |                          |
| 2015-napjainkig | K.C., a tinikém (K.C. Undercover)                        | Marisa Clark | TV sorozat, 75 epizód    |
| 2016            | Csillag kontra Gonosz Erők (Star vs. the Forces of Evil) | Janna        | TV sorozat, 9 epizód     |
| 2014            | - (A Woman Called Job)                                   | Young LouAnn |                          |
| 2014            | Harcra fel! (Kickin' It!)                                | Taylor       | TV sorozat, 3 epizód     |
| 2013            | - (Our Wild Hearts)                                      | Zoe          | TV film                  |
| 2012            | Austin és Ally (Austin & Ally)                           | Emily        | TV sorozat, epizódszerep |
| 2011            | - (The Couch)                                            | Rachel       | rövidfilm                |
| 2009            | - (Locker Love)                                          | Sarah Meyers | rövidfilm                |
| 2009            | Zack és Cody a fedélzeten (The Suite Life on Deck)       | Tiffany      | TV sorozat, epizódszerep |
| 2008            | Jim szerint a világ (According to Jim)                   | Lauren       | TV sorozat, epizódszerep |